# Uwe Bengs
Uwe Bengs (* 26. Dezember 1943) ist ein ehemaliger deutscher Fußballtorwart. Für den SC Neubrandenburg spielte er 1964/65 in der DDR-Oberliga, der höchsten Spielklasse im DDR-Fußball.

## Sportliche Laufbahn
Die Betriebssportgemeinschaft (BSG) Lokomotive in  Pasewalk war 1956 erste Station der wechselvollen Fußballerlaufbahn von Uwe Bengs. Später war er zunächst Torwart bei Empor Neustrelitz, wo er zuletzt in der viertklassigen Bezirksliga Neubrandenburg spielte. Zur Saison 1962/63 wechselte Bengs zur BSG Turbine Neubrandenburg in die zweitklassige DDR-Liga. Dort wurde er zweiter Torwart hinter Gert Jüsgen und wurde auch nur in einem Punktspiel eingesetzt. In der Saison 1963/64 gelang den Neubrandenburgern der Aufstieg in die DDR-Oberliga, an dem Bengs mit neun Einsätzen beteiligt war. Auch für die Oberligasaison 1964/65, in der die BSG in den Sportclub Neubrandenburg umgewandelt wurde, war Bengs wieder nur Ersatz für Jüsgen und bestritt nur ein Oberligaspiel. Der SC  Neubrandenburg stieg nach einem Jahr bereits wieder aus der Oberliga ab, und Bengs kehrte zur BSG Empor Neustrelitz zurück, die gerade aus der DDR-Liga abgestiegen war. Da der erhoffte Wiederaufstieg verpasst wurde, verließ Bengs Neustrelitz wieder und schloss sich dem DDR-Ligisten TSG Wismar an. Dort war er 1966/67 unangefochten Torwart Nr. 1, denn er bestritt alle 30 Punktspiele. Nach 17 Einsätzen in der Saison 1967/68 wurde er zum Wehrdienst in der Nationalen Volksarmee eingezogen. Dort konnte er von der Spielzeit 1968/69 in der DDR-Liga-Mannschaft der Armeesportgemeinschaft (ASG) Vorwärts Neubrandenburg weiter Fußball spielen. Er absolviert in dieser Saison erneut alle 30 Punktspiele und blieb auch 1969/70 mit 27 Einsätzen Stammtorwart der Armeemannschaft, die jedoch am Saisonende als Absteiger aus der DDR-Liga feststand. Nach seiner Entlassung aus der Armee kehrte Bengs wieder nach Neubrandenburg zurück, wo seine frühere Mannschaft inzwischen in der DDR-Liga als BSG Post antrat. Nach 15 Ligaeinsätzen 1970/71 bestritt er in der folgenden Spielzeit alle 22 Punktspiele. Ab 1972/73 bekam Bengs Konkurrenz durch den zehn Jahre jüngeren Karl-Heinz Wienhold und stand nur noch zwölfmal im Tor. Nachdem Bengs 1973/74 noch einmal 16 Punktspiele bestritten hatte, wurde er danach endgültig von Wienhold abgelöst und beendete seine Karriere Fußballspieler im Leistungsbereich. Von 1983 an war er Übungsleiter bei verschiedenen unterklassigen Neubrandenburger Mannschaft.